# Town
Een town is een woord dat in de Verenigde Staten, het Verenigd Koninkrijk en andere Engelstalige landen wordt gebruikt als aanduiding voor een woonplaats die kleiner is dan een city (grote stad), maar groter dan een village of dorp. Een town varieert in het algemeen tussen een paar honderd tot enkele duizenden inwoners, maar wordt in informele zin soms ook gebruikt voor grote metropolen. In het Nederlands is er geen letterlijke vertaling voor town, naargelang de omvang en het karakter van de betreffende plaats kan het als dorp of stad worden vertaald; de verouderde term vlek is niet meer in gebruik.

## Taalkundige oorsprong
Het begrip 'town' stamt uit de middeleeuwen en is afgeleid van het Germaanse tūn, een ommuurde of omheinde plek. Het is verwant met het Nederlandse tuin en het Friese tún, evenals met het Duitse Zaun (omheining, hek of schutting).

## Verenigde Staten
In de Verenigde Staten, behalve New England en delen van het Middenwesten, wordt er een township of gemeente mee aangeduid. Het woord town wordt in sommige staten eveneens gebruikt om er de administratieve onderverdeling van een county mee aan te duiden: een type gemeente.

## Canada
In Canada hangt, net als in de VS, de betekenis van een "town" af van de provincie of het territorium waarover het gaat. Sommige provincies (zoals New Brunswick) maken een drievoudig onderscheid tussen een city ("stad"), town ("gemeente") en village ("dorp"). In andere provincies gaat de onderverdeling nog verder, zoals in Ontario waar er daarenboven ook "townships" en "municipalities" bestaan. De provincie met het meeste aantal towns is Newfoundland en Labrador, waar er drie steden zijn en alle andere geïncorporeerde plaatsen de status "town" dragen. Quebec is de enige provincie zonder towns, aangezien alle plaatsen daar – ongeacht hun grootte – de status "ville" hebben.

## Nederland
In Nederland wordt de term "new town" gebruikt voor groeikernen die in de 1960er jaren nabij grote steden zijn gebouwd om deze te ontlasten en ruimte te bieden aan mensen die vlak bij de grote stad een huis met tuin wilden hebben. Voorbeelden zijn Almere nabij Amsterdam, Zoetermeer nabij Den Haag en Capelle aan den IJssel nabij Rotterdam.